# Znělá labiovelární aproximanta
Znělá labiovelární aproximanta je souhláska, která se vyskytuje jen v některých jazycích. Její symbol v IPA je w, a symbol v X-SAMPA je w.
Příkladem je anglické „w“ ve slovech, jako week (týden), window (okno).

## Artikulace
- Způsob artikulace je aproximantní, což znamená, že je produkována tím, že je jeden artikulátor blízko k jinému, ale bez hlasité plochy se sníží do té míry, že je produkován neklidný vzdušný proud.
- Místo artikulace je velárně labializováno, což znamená, že je spojené s zadní částí jazyka (hřbetu) zvednutím směrem k měkkému patru a rty jsou zaoblené.
- Souhláska je znělá, což znamená, že hlasivky během artikulace vibrují.